# عقد 1230 هـ
عقد 1230 هـ هو الفترة بين عام 1230 إلى 1239 في التقويم الهجري، أي العشر سنوات الرابعة من القرن الثالث عشر الهجري.